# Tachymenis elongata
Tachymenis elongata är en ormart som beskrevs av Despax 1910. Tachymenis elongata ingår i släktet Tachymenis och familjen snokar. Inga underarter finns listade i Catalogue of Life.
Arten förekommer i Peru. Honor lägger inga ägg utan föder levande ungar.